# It's a Sin
"It's a Sin" é uma canção gravada pela dupla inglesa Pet Shop Boys, que alcançou o número um no UK Singles Chart por três semanas em 1987, e foi o seu terceiro top 10 nos Estados Unidos quando chegou ao número nove na Billboard Hot 100.

## História
Escrita por Chris Lowe e Neil Tennant, "It's a Sin" foi o single principal do segundo álbum de estúdio da dupla, Actually. Lançado em junho de 1987, tornou-se o segundo single número um da banda no Reino Unido. Foi também um grande sucesso em toda a Europa, supostamente o single europeu mais vendido de 1987. Nos Estados Unidos, alcançou o número nove na Billboard Hot 100, tornando-se o terceiro top 10 de Pet Shop Boys lá. Uma faixa demo foi gravada pela primeira vez em 1984 com Bobby O, e a forma da música na demo permaneceu intacta para a versão final, embora a produção liberada seja muito mais dramática.
A canção é uma descrição da educação católica de Tennant na St Cuthbert's High School em Newcastle upon Tyne - o que implica que tudo o que é percebido como agradável na vida é considerado como pecaminoso. A canção usa amostras extensivas das missas latinas (especificamente, Tennant que recita uma parte do Confiteor, e outros sons gravados em locais tais como a catedral de Westminster) e imaginário religioso ao longo da canção para reforçar a sensação da música. Tennant disse que ele escreveu as letras em 15 minutos, purgando suas emoções em um momento de frustração e raiva.
A passagem latina perto do fim pode ser traduzida como: "Eu confesso a Deus todo-poderoso e a vós, meus irmãos, que pequei muito em pensamento, palavra, ato e omissão, por minha culpa, por culpa minha, por minha culpa mais grave".
O estilo dramático e exagerado de produção da música, carregado com sintetizadores, orquestra hit e encerramento por um sample non sequitur de uma contagem regressiva da NASA, veio para exemplificar os extremos mais teatrais do estilo musical dos Pet Shop Boys. Até agora, continua a ser cantada em concertos, sendo uma das duas únicas músicas (ao lado de "West End Girls") que tem sido tocada durante cada turnê dos Pet Shop Boys.

## Certificações e vendas
| Região                                                                                                  | Certificação | Vendas  |
| --- | ------------ | ------- |
| Áustria (IFPI Austria)                                                                                  | Ouro         | 50 000* |
| Finland                                                                                                 |              | 6,311   |
| Portugal (AFP)                                                                                          | Ouro         | 30,000  |
| Espanha (PROMUSICAE)                                                                                    | Ouro         | 10 000^ |
| Suécia (GLF)                                                                                            | Platina      | 75 000^ |
| Reino Unido (BPI)                                                                                       | Prata        | 500,000 |
| *números de vendas baseados somente na certificação ^números de vendas baseados somente na certificação |              |         |